# Llista de compositors de sardanes
Aquesta llista és una selecció dels compositors de sardanes més representatius, ja sigui perquè han obtingut premis, per ser rellevants en la seva època, pel nombre de sardanes compostes o per ser les més interpretades. Si bé és difícil classificar alguns compositors amb llarga vida musical, s'han agrupat segons el període de màxima producció.

## Seglexix
- Abdó Mundí (1817-1872)
- Pep Ventura (1817-1875)
- Joan Carreras i Dagàs (1828-1900)
- Càndid Candi i Casanovas (1844-1911)
- Antoni Agramont i Quintana (1851-1905)
- Albert Cotó i Fita (1852-1906)

## Traspàs delseglexixal XX
- Antoni Cassi Bassach (1892-1960)
- Narcís Carbonell Tubau (1888-1954)
- Joan Baptista Lambert i Caminal (1844-1945)
- Eusebi Guiteras i Guiu (1861-1919)
- Enric Morera i Viura (1865-1942)
- Joaquim Palmada i Butinyà (1865-1947)
- Miquel Serra i Bonal (1867-1922)
- Pere Rigau i Poch, Barretó, (1868-1909)
- Josep Vicens i Juli, L'Avi Xaxu, (1870-1956)
- Amadeu Vives i Roig (1871-1932)
- Pau Guanter i Casadevall (1871-1944)
- Josep Maria Soler i Montaner (1872-1936)
- Joan Lamote de Grignon i Bocquet (1872-1949)
- Josep Serra i Bonal (1874-1939)
- Juli Garreta i Arboix (1875-1925)
- Antoni Juncà i Soler (1875-1952)
- Pau Casals i Defilló (1876-1973)
- Benvingut Socias i Mercadé (1877-1951)
- Francesc Pujol i Pons (1878-1945)

## Segle XX: anys 20 i 30
- Marià Massalleras Sans (1897-1953)
- Cassià Casademont i Busquets (1875-1963)
- Josep Sancho i Marraco (1879-1960)
- Josep Gravalosa i Geronès (1882-1975)
- Joan Balcells i Garcia (1882-1972)
- Ramon Serrat i Fajula (1883-1944)
- Josep Cervera i Bret (1883-1969)
- Josep Saderra i Puigferrer (1883-1970)
- Joan Manén i Planas (1883-1971)
- Antoni Pérez i Moya (1884-1964)
- Lluís Fernández Cabello (1884-1940)
- Vicenç Bou i Geli (1885-1962)
- Francesc Vilaró i Carbonell (1885-1966)
- Pere Mercader i Andreu (Joan Calders) (1885-1969)
- Enric Gratacòs i Massanella (1887-1969)
- Rafael Cabrisas i Palau (1888-1950)
- Josep Blanch i Reynalt (1888-1954)
- Josep Juncà i Juscafresa (1888-1972)
- Àngel Obiols i Palau (1888-1973)
- Enric Sans i Salellas (1890-1953)
- Francesc Juanola i Reixach (1891-1968)
- Antoni Català i Vidal (1891-1978)
- Josep Baró i Güell (1891-1980)
- Enric Casals i Defilló (1892-1986)
- Rossend Palmada i Teixidor (1893-1988)
- Josep Coll i Ligora (1893-1965)
- Agustí Borgunyó i Garriga (1894-1967)
- Joaquim Zamacois i Soler (1894-1976)
- Pere Masats i Vilalta (1894-1981)
- Eduard Toldrà i Soler (1895-1962)
- Josep Vicens i Mornau (1895-1987)
- Antoni Botey i Badia (1896-1939)
- Francesc Riumalló i Caralt (1896-1955)
- Jaume Bonaterra i Dabau (1898-1985)
- Artur Rimbau i Clos (1898-1978)
- Ricard Lamote de Grignon i Ribas (1899-1962)
- Joan Dotras i Vila (1900-1978)
- Josep Maria Ruera i Pinart (1900-1988)
- Josep Maria Tarridas i Barri (1903-1992)
- Josep Maria Vilà i Gandol (1904-1937)
- Honorat Vilamanyà i Serrat (1905-1963)
- Francesc Basil i Oliveras (1905-1975)
- Emili Saló i Ramell (Pau Marons) (1905-1988)
- Joaquim Serra i Corominas (1907-1957)
- Narcís Costa i Horts (1907-1990)
- Domènec Moner i Basart (1907-2003)
- Narcís Paulís i Vila (1908-1988)
- Josep Maria Boix i Rissech (1908-1980)
- Rafael Ferrer i Fitó (1911-1988)

## Segle XX: anys 40 a 70
- Marcel·li Bayer Gaspà (1898-1977)
- Antoni Planàs i Marca (1890-1980)
- Iu Alavedra i Ferrer (1895-1972)
- Francesc Mas i Ros (1901-1985)
- Pau Sicart i Güell (1901-1990)
- Gabriel Pallarès i Roig (1902-1973)
- Antoni Carcellé i Tosca (1904-1983)
- Josep Maria Cervera i Berta (1904-1998)
- Honorat Vilamanyà i Serrat (1905-1963)
- Emili Saló i Ramell (1905-1988)
- Conrad Saló i Ramell (1906-1981)
- Àngel Blanch i Reynalt (1907-1965)
- Jaume Vilà i Mèlich (Javimel) (1907-1982)
- Josep Grivé i Simon (1907-1984)
- Josep Maria Boix i Risech (1907-1980)
- Manel Saderra i Puigferrer (1908-2000)
- Pere Alegre i Puech (1909-1986)
- Jaume Roca i Delpech (1910-1968)
- Jaume Ventura i Tort (1911-1985)
- Joan Pich i Santasusana (1911-1999)
- Enric Vilà i Armengol (1911-2007)
- Josep Carbó i Vidal (1912-1988)
- Bartomeu Vallmajó i Soler (1912-1997)
- Xavier Montsalvatge i Bassols (1912-2002)
- Ramon Vilà i Ferrer (1912-2003)
- Lluís Buscarons i Pastells (1913-1999)
- Josep Capell i Hernàndez (1914-1994)
- Lluís Lloansí i Marill (1914-2009)
- Joaquim Soms i Janer (1914-2012)
- Tomàs Gil i Membrado (1915-2014)
- Josep Auferil i Costa (1916-2006)
- Manuel Balasch i Suñé (1916-)
- Pere Buxó i Domènech (1916-1998)
- Jaume Vilà i Comas (1917-1977)
- Josep Vicens i Busquets (1917-2010)
- Ricard Viladesau i Caner (1918-2005)
- Josep Maria Albertí i Busquets (1919-1996)
- Fèlix Martínez i Comín (1920-1995)
- Pere Buscarons i Pastells (1920-)
- Lluís Duran i Massaguer (1922-1999)
- Manuel Oltra i Ferrer (1922-2015)
- Agapit Torrent i Batlle (1923-1991)
- Lluís Albert i Rivas (1923-)
- Martirià Font i Coll (1923-2011)
- Max Havart (1924-2006)
- Josep Maria Bernat i Colomina (1925-1992)
- Florenci Mauné i Marimont (1925-1995)
- Eduard Martí i Teixidor (1925-1998)
- Pepita Llunell i Sanahuja (1926-2015)
- Carles Rovira i Reixach (1929-2006)
- Antoni Albors i Asins (1929-2012)
- Salvador Costa Pineda (1930-2006)
- Josep Solà i Sànchez (1930-2009)
- Pere Fontàs i Puig (1932-2002)

## Segle XX: anys 80 i 90
- Miquel Tudela i Benavent (1927-2011)
- Emili Juanals i Roqué (1928-2016)
- Jordi Texidó i Mata (1929-)
- Jaume Burjachs i Gispert (1931-1995)
- Albert Taulé i Viñas (1932-2007)
- Enric Aguilar i Matas (1932-2013)
- Josep Prenafeta i Gavaldà (1936-2011)
- Joan Segura i Gotsens (1936-2017)
- Antoni Ros Marbà (1937-)
- Florenci Trullàs i Altimira (1937-)
- Antoni Giner i Xicoira (1938-)
- Montserrat Pujolar i Giménez (1939-)
- Jaume Cristau i Brunet (1940-)
- Josep Cassú i Serra (1941-)
- Joan Gibert i Canyadell (1941-)
- Joan Lluís Moraleda i Perxachs (1943-)
- Xavier Forcada i Carreras (1943-)
- Joan Làzaro i Costa (1944-)
- Joan Lloansí i Méndez (1944-)
- Antoni Mas i Bou (1945-)
- Vicenç Acuña i Requejo (1946-)
- Xavier Boliart i Ponsa (1948-)
- Josep Gispert i Vila (1950-)
- Jordi León i Royo (1952-)
- Carles Santiago i Roig (1953-)
- Joan Josep Blay i Màñez (1955-)
- Agustí Serratacó i Costa (1955-)
- Joan Josep Gutiérrez i Yzquierdo (1957-)
- Salvador Brotons i Soler (1959-)
- Joan Jordi Beumala i Sampons (1960-)
- Jesús Ventura i Bernet (1960-2022)
- Concepció Ramió i Diumenge (1961-)

## Segle XXI
- Dolors Viladrich i Pascual (1936-2010)

- Jordi Moraleda i Perxachs (1950-)

- Pau Castanyer i Bachs (1958-)
- René Picamal i Coma (1961-)
- Alfred Abad i Gascon (1962-)
- Jordi Molina i Membrives (1962-)
- Josep Navarro i Zafra (1962-)
- Carles Sagarra i Mas (1963-)
- Antoni de Villasante Tapias (1963-)
- Marcel Artiaga i Valls (1965-)
- Francesc Cassú i Jordi (1965-)
- David Estañol i Martells (1965-)
- Josep Farràs i Casòliva (1965-)
- Enric Ortí i Martín (1966-)
- Francesc Teixidó i Ponce (1966-)
- Lluís Pujals i Carretero (1966-)
- Jordi Paulí i Safont (1969-)
- Daniel Gasulla i Porta (1970-)
- Frederic Guisset i Fontourci (1970-)
- Joan Manuel Margalef i Ayet (1970-)
- Xavier Pagès i Corella (1971-)
- Jordi Feliu i Horta (1971-)
- Pitu Chamorro (1975-)
- Josep Coll i Ferrando (1976-)
- Joan Druguet i Sallent (1977-)
- Lluís Alcalà i Baqués (1979-)
- Marc Timón i Barceló (1980-)